# 이판열
이판열(李判烈, 1908년 ~ 1950년 12월 9일)은 대한민국의 정치인이다. 일본 주오 대학 법과를 졸업하고 중학교장, 민주국민당 구례군당위원장, 제2대 국회의원을 역임하였다.

## 역대 선거 결과
|  | 27.32% |

|  | 61.73% |